# Grand Prix Eddy Merckx
Der Grand Prix Eddy Merckx (kurz: GP Eddy Merckx) war ein nach dem Radsportler Eddy Merckx benanntes Radsport-Paarzeitfahren im belgischen Brüssel.

## Geschichte
Seit der Einführung der UCI ProTour und dem damit verbundenen Continental Circuit, der UCI Europe Tour zu Beginn der Saison 2005 wird das Rennen nicht mehr ausgetragen.
Es war zuletzt in die UCI-Kategorie 1.2 eingestuft und fand Ende August statt. Aufgrund des Ausfalls des Rennens versuchte man zumindest den prestigeträchtigen Namen im Rennkalender beizubehalten, doch eine Vereinbarung mit den Organisatoren des Halbklassikers Paris-Brüssel, diesen in Grand Prix Eddy Merckx umzubenennen, wurde wieder verworfen.
Das Rennen fand von seiner ersten Ausgabe 1980 an als Einzelzeitfahren statt. Dieser Modus wurde bis 1997 beibehalten, ehe es zur 19. Ausgabe im Jahr 1998 in ein Paarzeitfahren umgewandelt wurde. Das letzte Einzelzeitfahren hatte eine Gesamtlänge von 57 Kilometern. Die Länge der Paarzeitfahren tendierten zwischen einer Länge von 40 und 67,5 Kilometern.
Rekordsieger der Veranstaltung sind Knut Knudsen, Eric Vanderaerden und Chris Boardman mit je zwei Siegen im Einzelzeitfahren. Abraham Olano gewann je eine Ausgabe des Einzelzeitfahrens und eine des Paarzeitfahrens, Erik Dekker und Marc Wauters konnten sich zweimal den Sieg im Paarzeitfahren sichern.

## Kuriositäten
Zu einer Kuriosität kam es bei der 24. Ausgabe im Jahr 2003. Nachdem gegen 15 Uhr bereits die Hälfte der startenden Teams auf der Strecke durch die Brüsseler Innenstadt waren, musste das Rennen wegen eines Brandes in einem Baumarkt im Stadtteil Merchtem gestoppt werden, um die Arbeiten der Feuerwehr nicht zu stören. Nach einer 30-minütigen Pause hatte der Veranstalter eine alternative Parcoursführung abgesperrt und das Rennen wurde komplett neu gestartet.

## Palmarès

### Einzelzeitfahren (1980–1997)
| - 1980 Knut Knudsen - 1981 Knut Knudsen - 1982 Daniel Willems - 1983 Jean-Luc Vandenbroucke - 1984 Claude Criquielion - 1985 Eric Vanderaerden | - 1986 Charly Mottet - 1987 Eric Vanderaerden - 1988 Edwig Van Hooydonck - 1989 Sean Yates - 1990 Frans Maassen - 1991 Erik Breukink | - 1992 Jelle Nijdam - 1993 Chris Boardman - 1994 Tony Rominger - 1995 Johan Museeuw - 1996 Chris Boardman - 1997 Abraham Olano |

### Paarzeitfahren (1998–2004)
| - 1998 Abraham Olano José Vicente García Acosta - 1999 Marc Wauters Erik Dekker - 2000 Lance Armstrong Wjatscheslaw Jekimow | - 2001 Marc Wauters Erik Dekker - 2002 László Bodrogi Fabian Cancellara | - 2003 Michael Rich Uwe Peschel - 2004 Thomas Dekker Koen de Kort |